# Мюзелье, Эмиль
Эми́ль Анри́ Мюзелье́ (фр. Émile Henry Muselier; 17 апреля 1882, Марсель — 2 сентября 1965, Тулон) — французский военно-морской деятель, вице-адмирал, более известный как основатель военно-морских сил «Свободной Франции» в годы Второй мировой войны.

## Биография
В 1899 поступил в Военно-морскую академию, после её окончания служил во французских колониях на Дальнем Востоке с 1902 по 1905, затем, до 1914, — в Адриатическом море, у берегов Албании и в Тулоне. Участвовал в Первой мировой войне (в 1915 в качестве добровольца воевал на реке Изер в Бельгии во главе подразделения морской пехоты, а затем командовал батареей морской артиллерии в Шампани). В 1916 был назначен главой отдела изобретений военно-морского министерства Франции и первым предложил использовать дымовые завесы на военных кораблях. В 1919  участвовал в интервенции против Советской республики, в марте эффективно защитил порт Мариуполь от войск Красной Армии (его корабль, шлюп Scape, был единственным на рейде Одессы, на котором не развевается красный флаг после подавления мятежа; именно тогда он получил прозвище «красный», но не за приверженность коммунистическим идеям).
В межвоенный период командовал несколькими боевыми кораблями, дорос до командования линкором. В 1933 получил звание контр-адмирала, служил в Бизерте (Тунис), в 1938 возглавил флот и сектор обороны в Марселе. 9 октября 1939 был произведён в вице-адмиралы, но почти сразу же отправлен в отставку из-за разногласий с адмиралом Франсуа Дарланом. До июня 1940 занимался журналистикой (в частности, в Леванте) и инженерной работой.
30 июня 1940, после того как Франция была окончательно оккупирована нацистской Германией, присоединился к движению «Свободная Франция» Шарля де Голля, став первым военачальником высокого ранга, поддержавшим его. 1 июля был назначен командующим военно-морскими силами «Свободной Франции» (и, временно, командующим ВВС). Назначил начальником своего штаба корвет-капитана Ж. Т. Д’Аржанльё. В оккупированной Франции был заочно приговорён к смертной казни и конфискации имущества, а в 1941 лишён французского гражданства
Первым предложил использовать на кораблях «Свободной Франции» Лотарингский крест, чтобы отличать их от кораблей режима Виши и в противовес свастике. Написал собственное обращение, адресованное французским морякам и лётчикам. 2 января 1941 был на неделю арестован англичанами по подозрению в шпионаже в пользу вишистов и решении передать планы Сенегальской операции, но затем, после ручательства де Голля и его угрозы разорвать отношения с Великобританией, отпущен с извинениями. В декабре 1941 возглавил малоизвестную операцию по свержению власти Виши на островах Сен-Пьер и Микелон у берегов Канады.
В дальнейшем из-за разногласий с де Голлем потерял влияние и не играл большой роли. Был снят с должности командующего ВМС в июне 1943. В сентябре 1944 де Голль назначил его главой военно-морской делегации в Военную миссию по делам Германии.
Вышел в отставку 1 февраля 1945 года, однако вплоть до 1954 ему пришлось отстаивать перед Государственным советом своё право на добровольную отставку и отмену принудительной отставки 1939 года.
На муниципальных выборах в апреле 1945 представлял в Марселе «республиканский список» во главе со своим сыном Морисом (в качестве вице-президента «Объединения республиканских левых»), в то время задержанным в Германии и о котором в то время не было никаких известий. Однако список набрал всего 7 109 голосов против 144 223 голосов за список социалистов и коммунистов (Г. Деффер-Бийу). Некоторое время продолжал заниматься политикой, ненадолго вступив в Радикальную партию. Баллотировался на выборах в законодательные органы в 1946 во втором секторе Парижа под названием «Объединение гош», но, потерпев поражение, ушел из политической жизни.
Считался другом П. Мендеса-Франса, радикальным социалистом, патриотом и республиканцем.
Переквалифицировался в инженеры-консультанты в частном секторе, работал до 1960. Работал также в организациях ветеранов, бывших морских пехотинцев Первой мировой войны и был почётным президентом Союза франко-бельгийских комбатантов Изера и Фландрия и президентом Национальной ассоциации взаимопомощи пенсионеров.
Поселился в Тулоне. Не одобряя войны в Индокитае, присоединился к Движению мира и заседал в его Национальном совете. Отказался от приглашения де Голля приехать и встретиться с ним в Елисейском дворце, когда последний стал президентом республики в 1958 году.
Умер в военном госпитале Святой Анны в Тулоне 2 сентября 1965. Похороны прошли с воинскими почестями 6 сентября 1965 с погребением на кладбище Сен-Пьер.
Автор публикаций «Морская пехота и Сопротивление» (1945) и «Де Голль против де Голля» (1946).